# Unión Territorial Intermunicipal
La Unión Territorial Intermunicipal (Unione Territoriale Intercomunale -UTI- en italiano), es una asociación de municipios (comuni en italiano) prevista en el ordenamiento legal de la región autónoma de Friuli-Venecia Julia desde 2014 como consecuencia de la eliminación de las provincias de la región. En un principio, la adhesión de los municipios era obligatoria, pasando a ser voluntaria en 2018 según lo previsto en la ley regional 31/2018, por tanto desde la entrada en vigencia de la mencionada ley, los municipios pueden formar parte o retirarse de los UTI.

## Historia
En 2014 los UTI eran similares a la Unión de Municipios regido por el decreto legislativo número 267 de 18 de agosto de 2000 (Testo unico delle leggi sull'ordinamento degli enti locali, TUEL, en italiano). Desde 2018 con la inclusión del principio de libre asociación, este nuevo marco jurídico la hace distinta del principio de irrevocabilidad que tenía la ley en la Unión de Municipios (Legge Delrio, en italiano).
Según la ley regional 26/2014 y sucesivas modificaciones a la misma, los UTI fueron definidos como "Formas de ejercicio asociativo de competencias municipales". Asimismo, la eliminación de las provincias y la puesta en marcha de los UTI, forma parte de la reorganización del sistema de autonomías locales de la región. Esta reforma consiste en que los UTI toman competencias que son de la propia región y también algunas de los propios municipios, principalmente el área de infraestructura edilicia del sistema educativo. Posteriormente, la Corte Constitucional de Italia emitió la sentencia número 50 de 2015, donde aclara que los UTI son una "Asociación de Municipios" y no constituyen un ente intermedio entre los municipios y las regiones.